# Новое Синдрово
Новое Синдрово (мокш. Од Сендру, Од Веле) — село в составе Колопинского сельского поселения Краснослободского района (до 1980 г. входило в Новокарьгинскую сельскую администрацию) Республики Мордовия. Население 169 человек (2001 год), в основном мордва-мокша.
Расположено на р. Сивини, в 25 км от районного центра, 2 км от автотрассы Саранск — Краснослободск и 75 км от железнодорожной станции Ковылкино. Название-гидронимического характера: Сивинь търва «берег Сивини». В «Списке населённых мест Пензенской губернии» (1869) Новое Синдрово — село казённое из 155 дворов (872 чел.) Краснослободского уезда; действовали церковно-приходская школа  (в 1950—1998 гг. — 7-летняя школа), 2 ветряные мельницы, просорушка, маслобойня; в 1913 г. — ветряная мельница, 3 шерсточесалки, 3 пчельника, меловая лавка, 2 просорушки, 2 кирпичных сарая, овчинный завод. В 1932 г. был образован колхоз «Красная Мордовия» (председатель — Асташкин), в 1959 г. объединён с колхозом «Советская Россия», с 1998 г. — СХПК «Новосиндровский». В современном селе — библиотека, магазин, фельдшерско-акушерский пункт. Новое Синдрово — родина писателя П. С. Клещунова, учёных Н. С. Русейкина, Д. И. Ошкина.

## Источник
- Энциклопедия Мордовия, М. С. Волкова.